# Erpodium pringlei
Erpodium pringlei är en bladmossart som beskrevs av Nathaniel Lord Britton 1905. Erpodium pringlei ingår i släktet Erpodium, och familjen Erpodiaceae. Inga underarter finns listade i Catalogue of Life.